# Madonna Pazzi

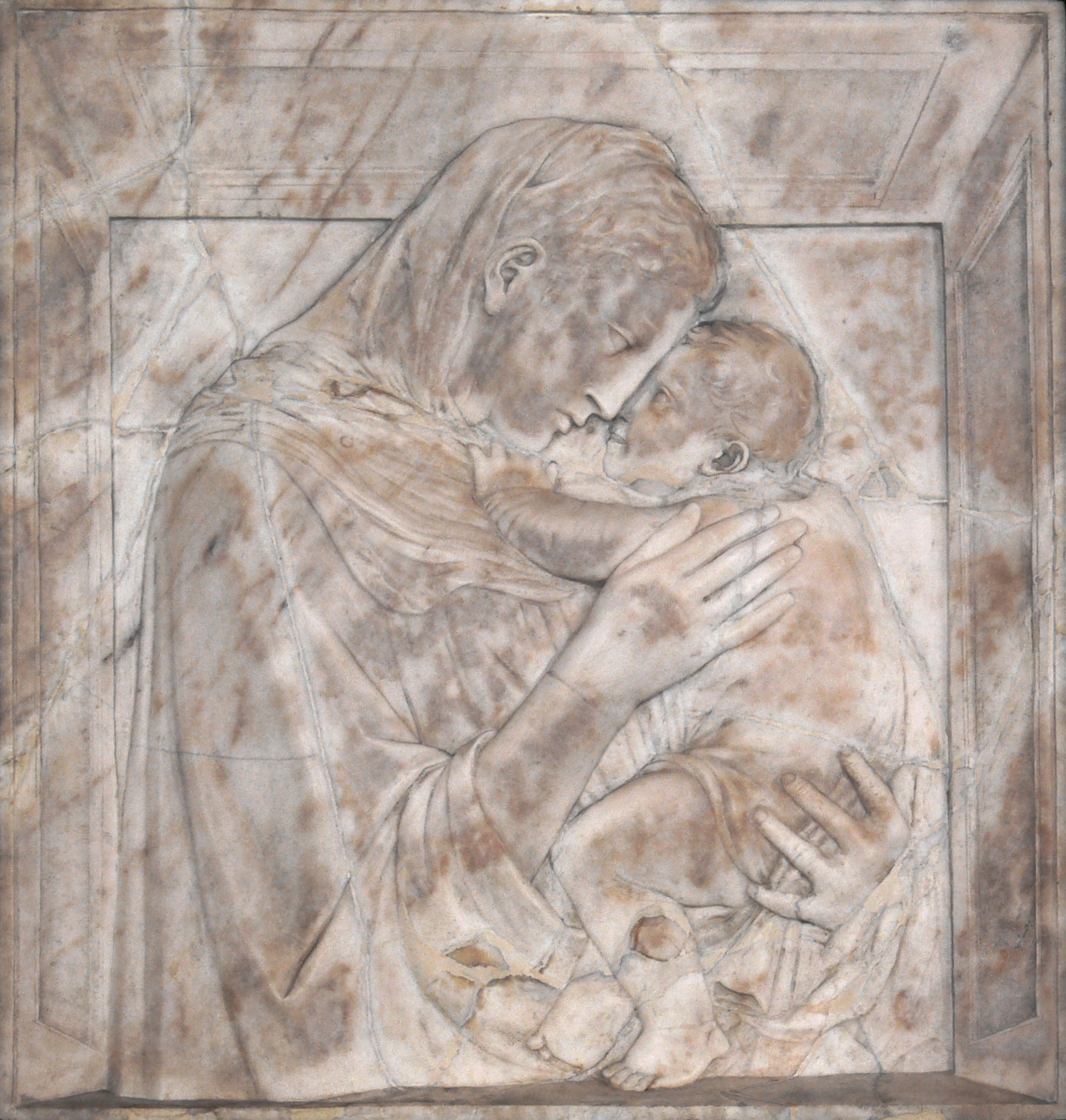
Madonna Pazzi de Donatello.

La Madonna Pazzi es una obra de Donatello, conservada en el Staatliche Museen de Berlín, en la colección de esculturas (Skulpturensammlung) del Bode-Museum. Se trata de un relieve de mármol de forma rectangular con unas medidas de 74,50 x 69, 50 cm, que data de alrededor de 1425-1430. 

## Historia
La obra fue esculpida para devoción privada en la época de la iniciación de la colaboración con Michelozzo. La figura fue de un éxito extraordinario, se conoce la existencia de varias copias. 

## Descripción
Representa a la Virgen con el Niño en brazos de medio busto, ambos sin aureola. Sus caras se acercan tiernamente con una intensa intimidad. También subrayó el óvalo generado por el brazo del niño, que abraza cariñosamente a su madre. En el grupo se percibe una ligera melancolía en la falta de expresiones de alegría o de felicidad: se trata probablemente de un reflejo consciente de la suerte del hijo destinado a la Pasión y muerte.
El relieve "stiacciato" es tratado con extraordinario virtuosismo, como demuestra las suaves manos realizadas de casi tres dimensiones así (en realidad, de muy pocos milímetros de espesor), con la representación en escorzo de la mano izquierda. La tridimensionalidad también está acentuada por el marco que tiene la forma de una ventana perspectivamente aplastada: este detalle muestra el truco óptico para una mejor vista desde abajo, que confirma que el tema iba a ser un objeto de devoción privada ante el cual arrodillarse.